# Zessner-Spitzenberg

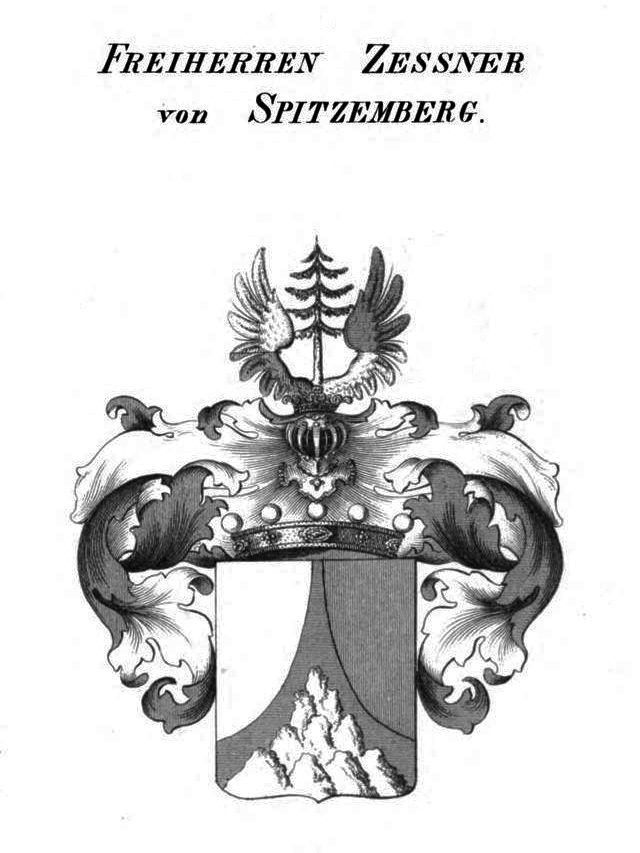
Wappen der Freiherren von Zessner-Spitzenberg

Zessner-Spitzenberg ist der Name eines böhmischen Adelsgeschlechts. Die Freiherren von Zessner (auch Zeßner oder Zesner) sind ein ursprünglich luxemburgisches Geschlecht, das später in Böhmen sesshaft wurde.

## Geschichte

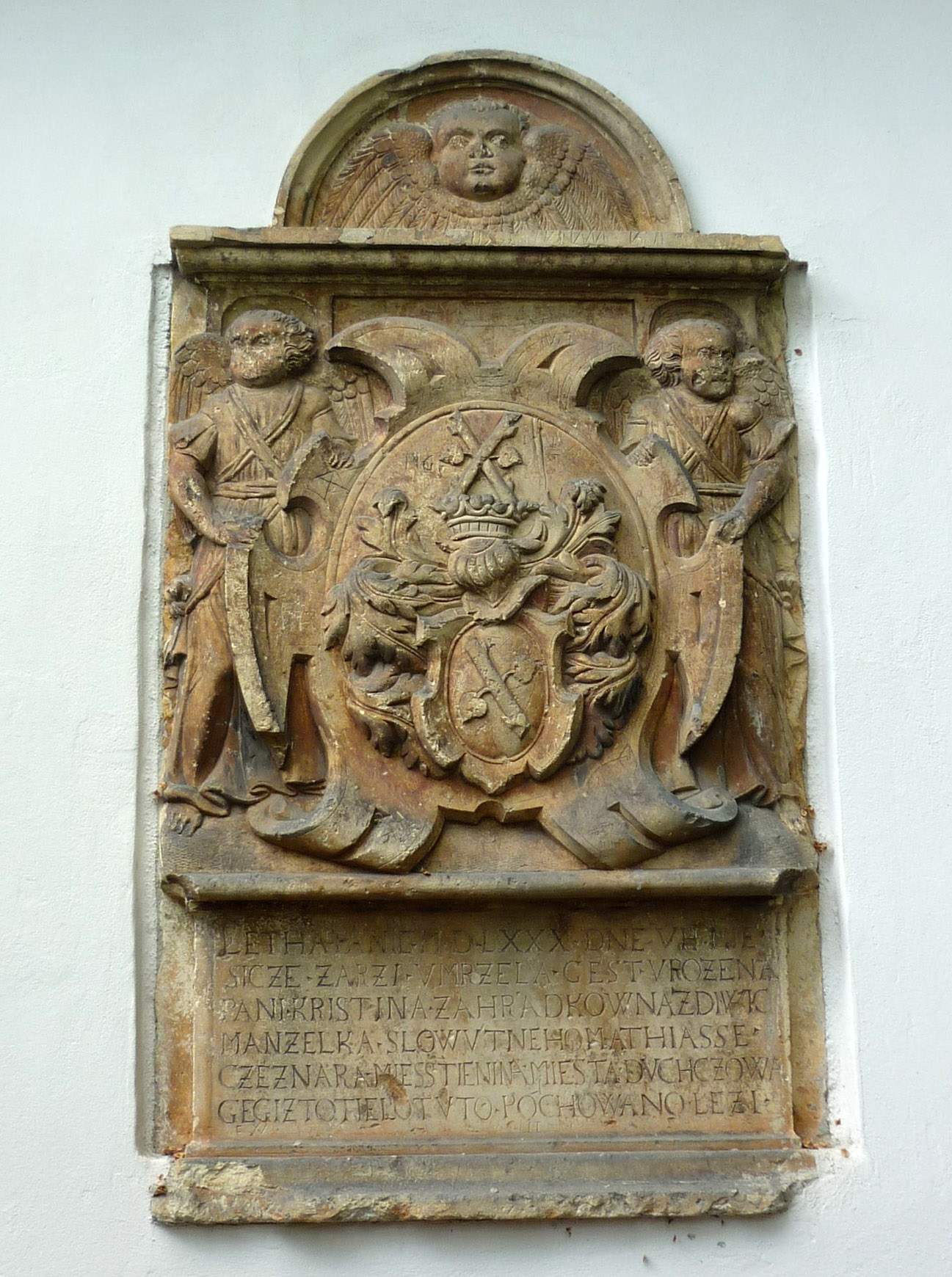
Epitaph an der Peter-Paul-Kirche in Bilin

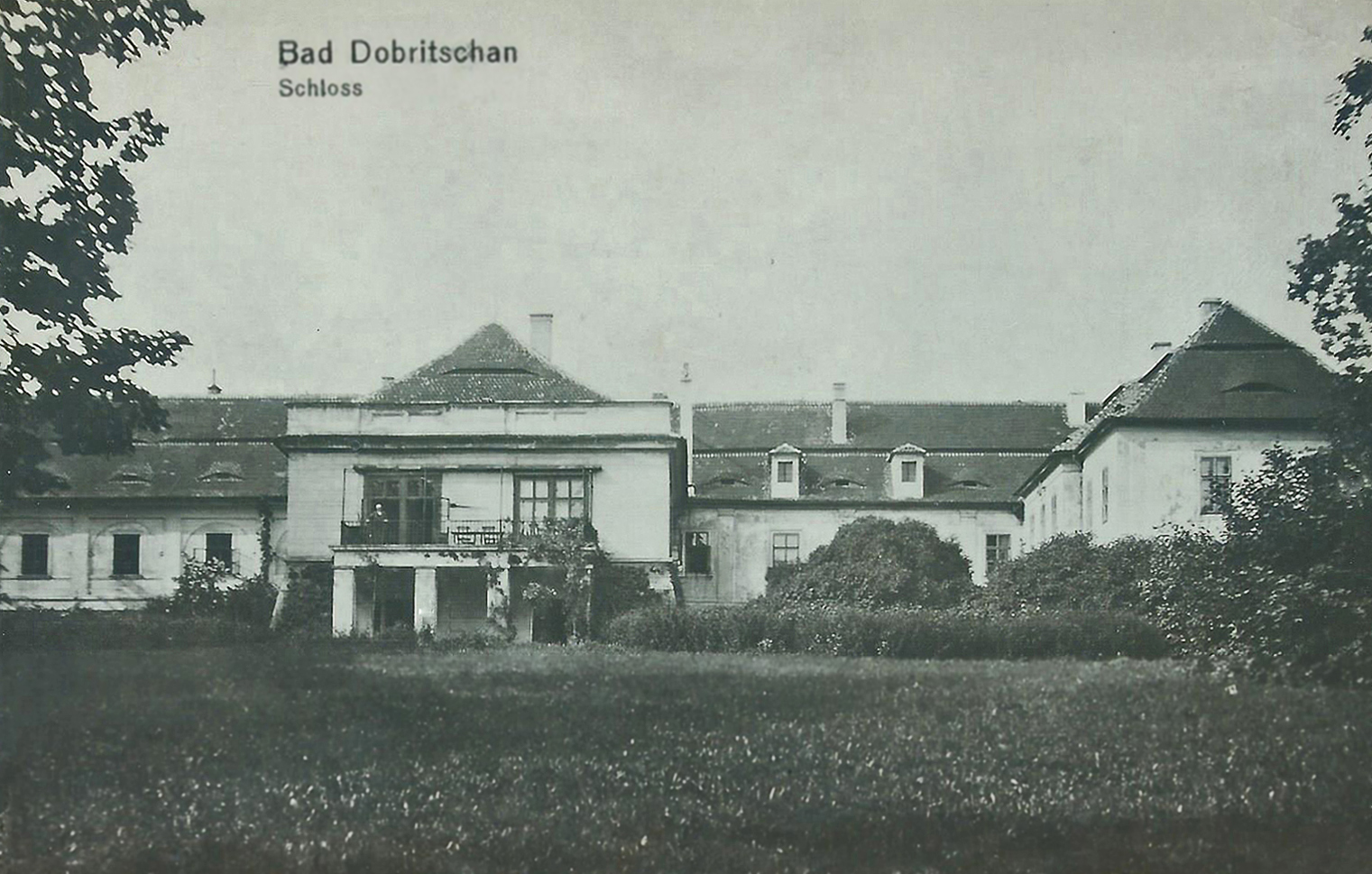
Schloss Dobritschan (um 1930)

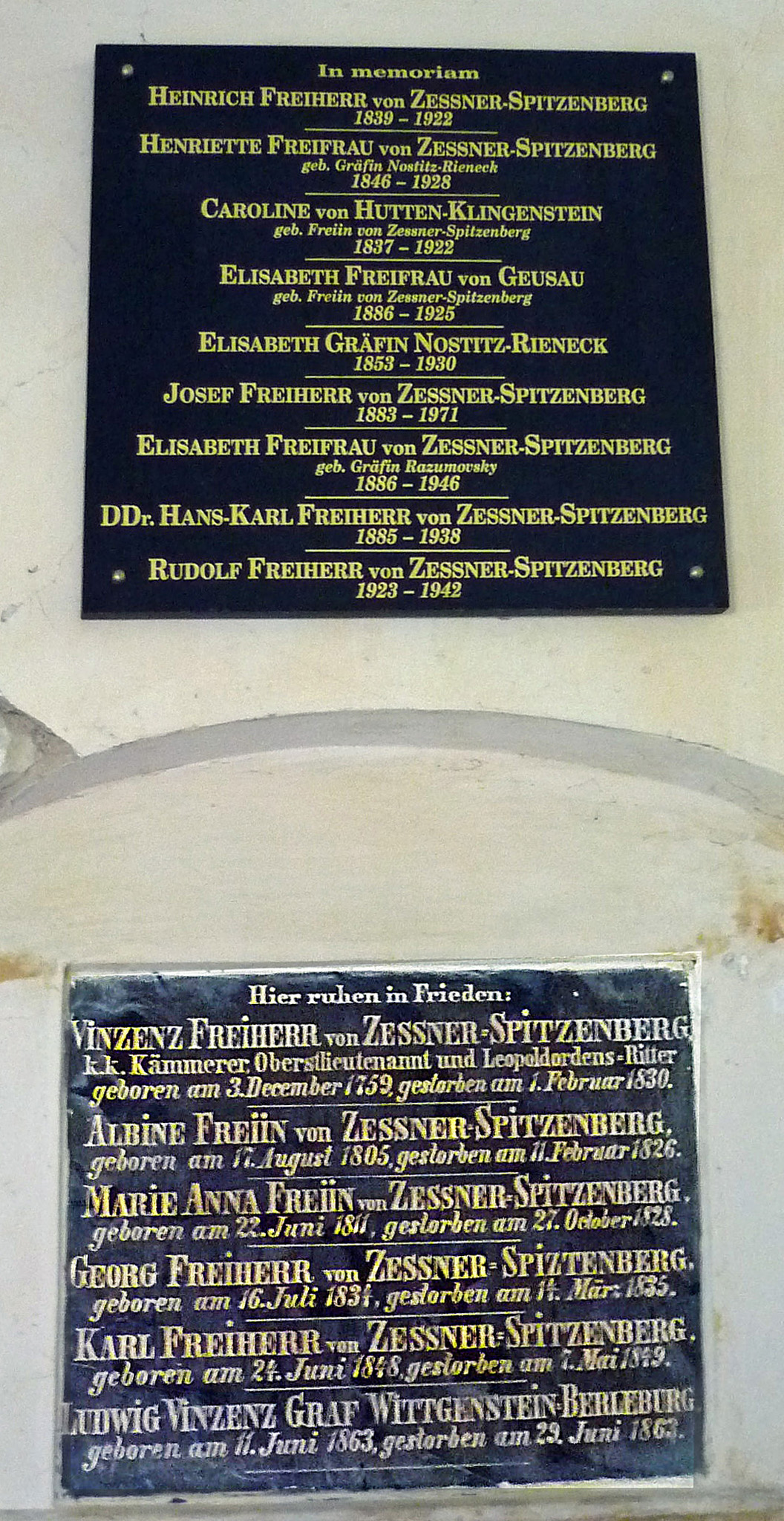
Tafeln der Zessner-Spitzenberg in der Gruftkapelle Liebeschitz

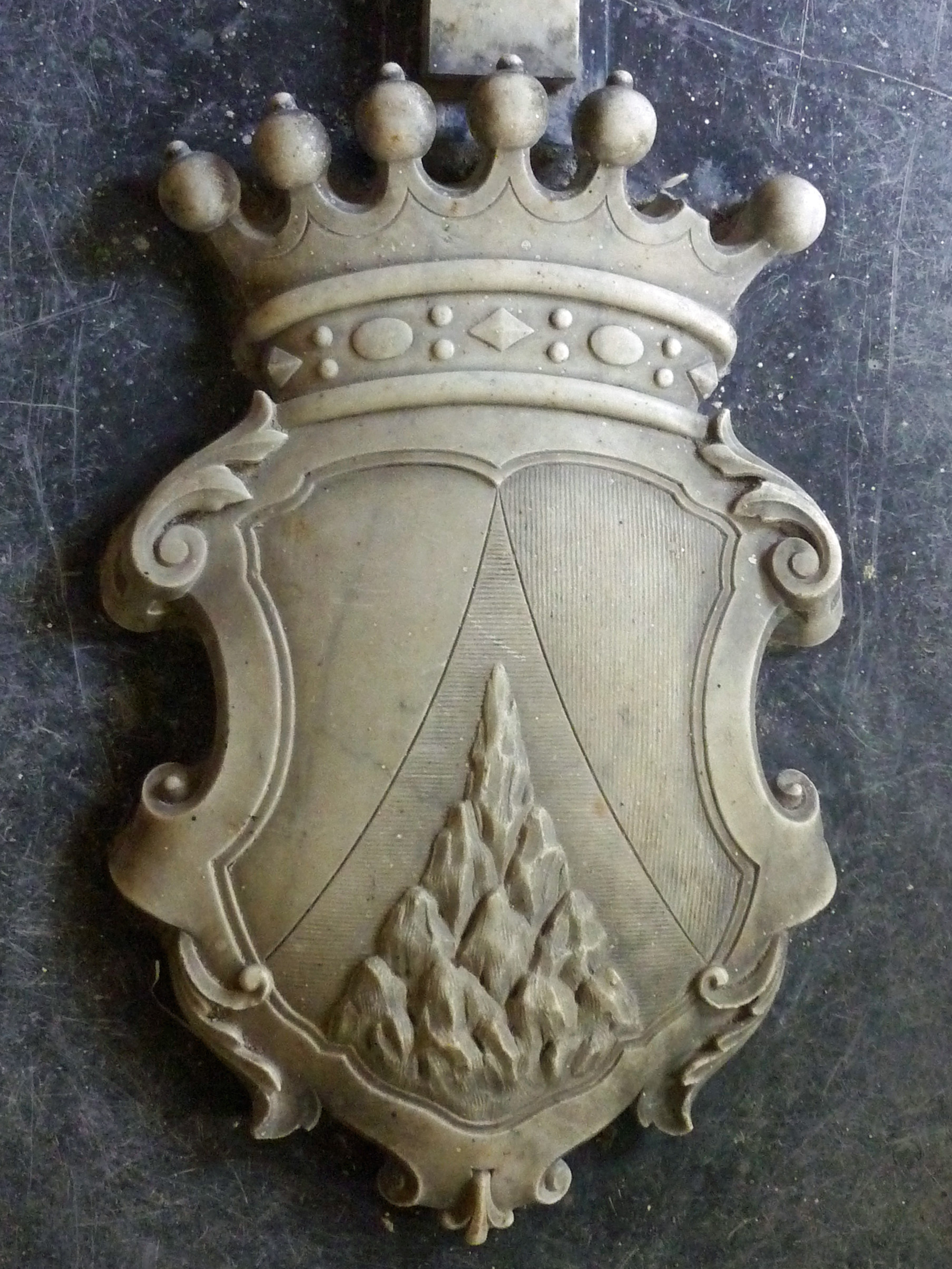
Wappen in der Gruftkapelle

Der älteste Nachweis der Familie Zessner stammt aus dem Jahre 1580. Auf einem Epitaph an der Peter-Paul-Kirche in Bilin für die verstorbene Ehefrau Kristina Zahradkowna wird ein hochwohlgeborener „Mathias Czeznar“ als Bürger der Stadt Dux genannt.
Dieser Mathias Czeznar, wieder verheiratet mit Anna Maria von Blektin (aus dem Geschlecht der Ritter Blektin von Audishorn, tschech. Blekta z Útěchovic) wurde 1593 von Kaiser Rudolf II. mit dem Prädikat „von Spitzenberg“ in den böhmischen Ritterstand erhoben und erlangte zugleich das böhmische Inkolat.
Da dieser geadelte Mathias Czeznar in Dux gelebt hat, könnte sich der Zusatz „von Spitzenberg“ auf den gleichnamigen Berg nordwestlich von Ossegg bei Dux beziehen. Ein Bezug zur ehemaligen Gemeinde Alt und Neu Spitzenberg bei Salnau (Želnava) im Böhmerwald ist historisch nicht belegt.
Als Nachkomme wird ein Johann Adam Zessner († 1708), verheiratet mit Konstanze Zucker von Tamsfeld (Cukr z Tamfeldu), genannt.
Johann Georg Ulrich Zessner, ein Sohn von Johann Adam Zessner, verheiratet mit Clara Magdalena von Haugwitz und Biskupitz, wurde 1698 von Kaiser Leopold I. in den Reichsritterstand erhoben und 1708 durch Kaiser Joseph I. nochmals bestätigt.
Seine Söhne:
- Johann Ulrich Zessner (* 1665; † um 1745), verheiratet mit Anna Elisabeth de Janequin (* 1692 in Kramitz; † 1750), erbte das Gut in Hareth (Hořany) und kaufte Stranitz (Stránce) bei Hochpetsch (Bečov), beide in der Nähe von Brüx (Most) gelegen. Der Besitz eines weiteren Gutes im Ort Kramitz (Chrámce), OT von Skirschina (Skršín), das er 1720 kaufte oder erbte, wird in Ottos Enzyklopädie genannt.[8] Bei Procházka[9] wird der Ort als Kramnich bezeichnet.
- Johann Heinrich Zessner (1669–1742) widmete sich der Forstwirtschaft und stand 1721 in Podiebrad in königlichen Diensten.
- Wenzel Gottfried Zessner (* 1672) schlug die militärische Laufbahn ein.

Johann Franz Zessner von Spitzenberg (* 1720; † 1772 in Seltsch), ein Sohn von Johann Ulrich, verheiratet mit Maria Theresia Freiin Kulhanek von Klaudenstein und Podpusch (1724–1810), war Gutsherr auf Hareth (Hořany), Stranitz (Stránce) und Seltsch bei Michelob (Želeč bei Měcholupy), das er 1747 gekauft hatte.
Die Güter Hareth und Kramitz hat dieser 1767 verkauft.
Er wurde im Jahre 1768 durch Kaiserin Maria Theresia in ihrer Funktion als Königin von Böhmen in den böhmischen Freiherrenstand erhoben.
Seine beiden Söhne:
- Emanuel Vincenz Zessner von Spitzenberg (1751–1791) ging zum Militär.
- Vincenz Eusebius Zessner von Spitzenberg und Weinbergen[A 1] (* 1759 in Seltsch; † 1830 in Dobritschan) diente auch beim Militär, war dann k. k. Kämmerer und übernahm dann die Herrschaft. Im Jahre 1810 verkaufte er Seltsch. Er war dreimal verheiratet – mit Karolina Freiin von Steinsdorf (1773–1792), Marie Anna Freiin von Elmpt–Dammerscheid (1784–1811) und Theresia Freiin von Schönau (* 1786)[14] – und hatte neun Kinder.

Nach dem Tode seines älteren Bruders hatte er 1803 bereits die Güter/Dörfer Tschernowitz (Černovice) mit Chwalkow (Chválkov) bei Mnich und Markwaretz (Markvarec) bei Neu Cerekwe gekauft. Sie liegen zwischen Tabor (Tábor) und Pilgrams (Pelhřimov) in Südböhmen, in der heutigen Region Hochland (Kraj Vysočina). Im Jahre 1823 trat er aber diese drei südböhmischen Dörfer im Tausch für die Herrschaft Dobritschan an die Reichsfürsten von Schönburg ab.
Dadurch kam im Jahre 1823 die Herrschaft Dobritschan, die bis 1804 im Besitz der Clary-Aldringen gewesen war, an Vincenz Eusebius Freiherr von Zessner-Spitzenberg (1759–1830). Zur Gutsherrschaft Dobritschan (749 ha) gehörten neben Dobritschan die Orte Liebeschitz, Litschkau und Tuchorschitz und damit auch das Patronatsamt für die Kirchen in Dobritschan und Liebeschitz.
Im Jahr 1830 übernahm dessen gleichnamiger Sohn Vincenz Freiherr von Zessner-Spitzenberg (* 1799 in Seltsch; † 1879 in Prag), verheiratet seit 1830 mit Therese de Longueval, Gräfin von Buquoy (1807–1869), den erblichen Besitz, in den Jahren 1843 bis 1865 auch Besitzer von Schloss Litschkau.
Er war von 1861 bis 1872 Mitglied in der Ersten Kurie (Großgrundbesitzer) des Böhmischen Landtags.
Sein Bruder Karl Freiherr von Zessner-Spitzenberg (* 1801 in Seltsch; † 1849 in Raab/Ungarn) schlug nach der Ausbildung an der Wiener-Neustädter-Militär-Akademie die militärische Laufbahn ein und war Oberst und Regimentskommandant bei den Kaiser-Ulanen. Der Bruder August von Zessner-Spitzenberg (* 1803; † 1887 in Klausenburg) war k. k. Rittmeister und hat das Altarbild des Hl. Martin (1872) für die Pfarrkirche in Liebeschitz und das Altarbild Mariä Geburt (1879) für die Filialkirche in Dobritschan gemalt.
Erbe der Herrschaft wurde Heinrich Freiherr von Zessner-Spitzenberg (* 1839 in Dobritschan; † 1922 ebenda), Sohn von Vincenz Freiherr von Zessner-Spitzenberg, verheiratet mit Henriette Gräfin Nostitz-Rieneck (1846–1928). Dieser war Mitglied des Böhmischen Landtags von 1883 bis 1901.
Der letzte Patronatsherr und Besitzer von Schloss und Gut Dobritschan bis zum Jahre 1945 war Josef Johann Freiherr von Zessner-Spitzenberg (* 1883 in Dobritschan; † 1971 in Wien), verheiratet mit Elisabeth Gräfin Razumovsky von Wigstein (1886–1946). Sein Bruder Hans Karl Freiherr von Zessner-Spitzenberg (* 1885 in Dobritschan; † 1938 Dachau), verheiratet mit Elisabeth Freiin von Handel, wurde kurz nach dem Einmarsch der Nationalsozialisten in Österreich in Wien inhaftiert und starb am 1. August 1938 im KZ Dachau.
Der Sohn des Patronatsherren Josef Heinrich Zessner-Spitzenberg (* 1919 in Dobritschan; † 1983 in Gnadenwald), verheiratet mit Maria Freiin von Cornaro (* 1927), war Jurist und Bibliothekar und von 1980 bis 1983 Generaldirektor der Österreichischen Nationalbibliothek in Wien. Weitere Söhne des letzten Patronatsherren waren Karl-Matthias (1921–1996) und Rudolf Vinzenz (1923–1942, gefallen in Stalingrad).
Die Familienmitglieder der ehemaligen Patronatsherren Zessner-Spitzenberg sind in der Gruftkapelle der Wallfahrtskirche in Liebeschitz bzw. nach 1922 auf dem Friedhof in Liebeschitz beigesetzt.

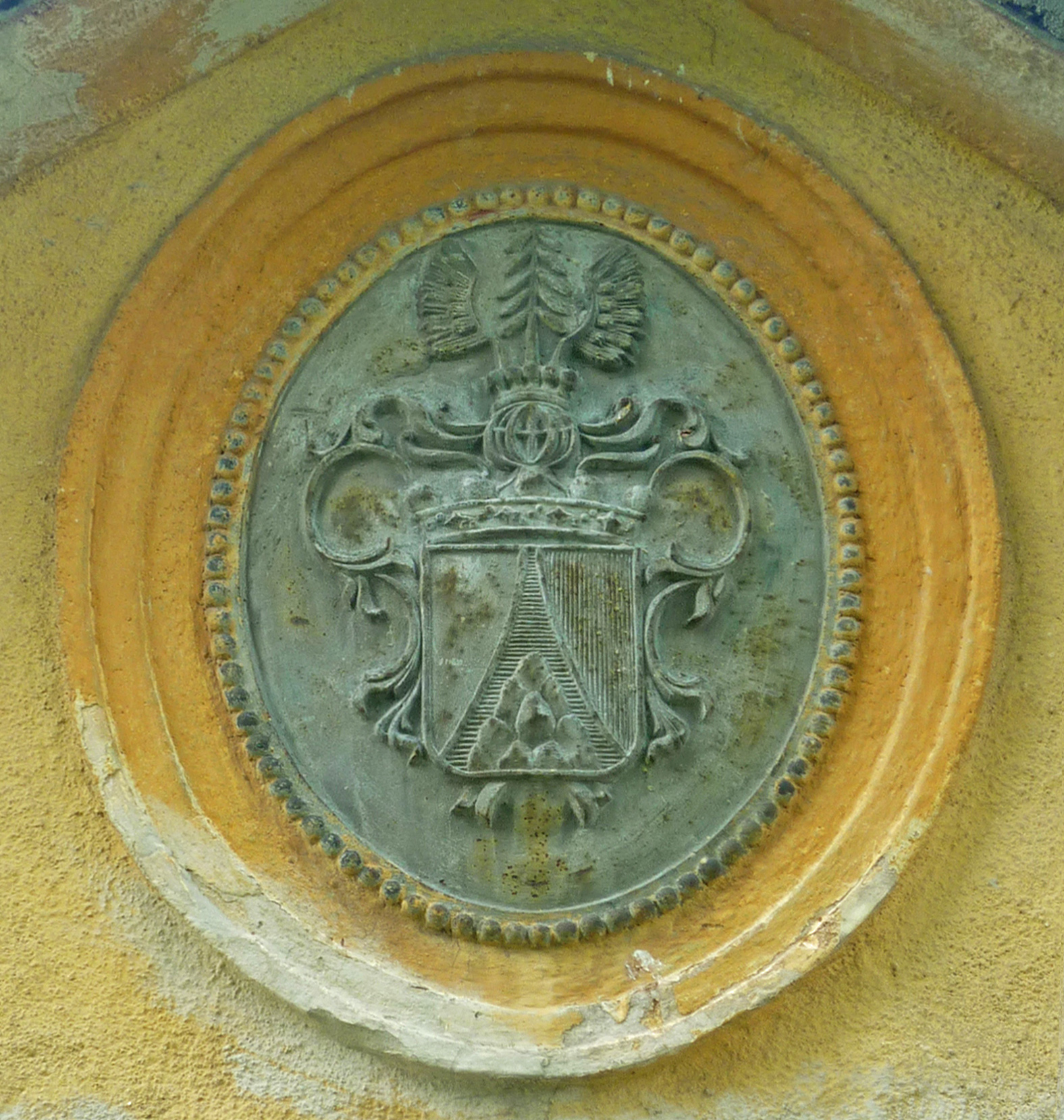
Wappen am Badehaus in Dobritschan

## Wappen
Eine aufrecht eingerundete Spitze, in deren blauem Grunde ein grünlicher spitz aufsteigender Berg zu sehen ist, auf einem von Silber und Rot geteilten Schild. Auf dem Schild ruht die Freiherrenkrone, auf welcher sich ein offener gekrönter Turnierhelm erhebt. Die Krone desselben trägt zwischen einem offenen von Silber, Blau und Rot quadrierten Flügel eine grüne Tanne. Die Helmdecken sind rechts rot, links blau, beiderseits mit Silber unterlegt.